# Nova Scotia Highway 105
Der Highway 105 stellt das nördliche Teilstück des Trans-Canada Highways in der kanadischen Provinz Nova Scotia dar. Er hat eine Länge von 142 km und verläuft vollständig auf der Cape Breton Island.

## Streckenverlauf
Die Route beginnt im Süden von Cape Breton Island als Abzweig vom Highway 104, der auf seinem westlichen Abschnitt auch Bestandteil des Trans-Canada Highway-Systems ist. Die Strecke führt durch Port Hastings nach Nordosten hin. Bei Whycocomagh stößt der Highway dann auf den Bras d’Or Lake, er verläuft dann weitgehend entlang zum Nordostufer des Sees bis zur Seal Island Bridge. Dort überquert der Highway einen der natürlichen Kanäle, die den See mit dem Atlantischen Ozean verbinden. Der Highway führt dann ostwärts vorbei an Florance und Sidney Mines, um dann in North Sydney zu enden. Am dortigen Fährterminal besteht dann Verbindung zur Insel Newfoundland.
Auf dem Abschnitt um den Bras d’Or Lake verläuft der Highway streckenweise durch das Biosphärenreservat Bras d’Or Lake.